# Тома Атанасов
Тома Атанасов Трайков Кехайов - Радомирски е български революционер, деец на Вътрешната македоно-одринска революционна организация.

## Биография
Тома Атанасов е роден през 1868 година в ениджевардарското село Радомир, тогава в Османската империя. Присъединява се към ВМОРО през 1899 година и както пише в спомените си: „Като буден българин за националното освобождение на българите в Македония започнах организиране и подбуждане на българското племе“. От 1901 година е войвода на селската чета от 15 души в родното си село. На 30 януари 1903 година в дома му е убит турския делибашия от Васил Въндев и Димитър Матракулев. Тома Атанасов участва и в Илинденско въстание от юли 1903 година, след което повторно се легализира. След обезоръжителната акция на Младотурците минава отново в нелегалност.
През 1912 година е четник на Ичко Димитров. Участва в сраженията при Серменин на Петровден, при местността Байраците, в село Крива и при Хума, при което са заловени 291 души турски жандармеристи. В началото на 1913 година се включва като доброволец в Македоно-одринското опълчение в 13-а Кукушка дружина и заминава за Родосто. През Междусъюзническата война се сражава със сърбите при Дойран, и с гърците при Гевгели и Моин, при Беяс тепе, Пехчево и Кресненското дефиле. През 1914 година е четник в четата на Христо Аргиров-Чауша, която действа срещу сърбите. Участва в акцията в Удово. През Първата световна война действа в партизанския отряд на Христо Аргиров.
На 30 март 1943 година, като жител на Пловдив, подава молба за българска народна пенсия, която е одобрена и пенсията е отпусната от Министерския съвет на Царство България.